# Imants Freibergs
Imants Freibergs (ur. 12 marca 1934 w Valmierze) – kanadyjski i łotewski informatyk, profesor, małżonek prezydent Republiki Łotewskiej (1999–2007). 

## Życiorys
Przez pierwsze dziesięć lat swojego życia mieszkał w Jełgawie i Rydze, gdzie uczęszczał do szkoły. W 1944 przez Niemcy przedostał się do Francji, gdzie uzyskał średnie wykształcenie. Od 1954 mieszkał w Kanadzie, uzyskując stopień magistra inżyniera na Uniwersytecie w Toronto. Zaangażował się w działalność w Radzie Organizacji Pierwszego Łotewskiego Święta Młodzieży, gdzie poznał przyszłą żonę Vairę Vīķe. W 1961 podjął pracę w charakterze informatyka w montrealskim oddziale firmy IBM. Uzyskał stopień doktora nauk informatycznych na Uniwersytecie McGilla. W latach 1976–1999 pozostawał profesorem Uniwersytetu Quebecu w Montrealu. 
16 lipca 1960 wziął ślub z Vairą Vīķe. W październiku 1999 w związku z objęciem urzędu prezydenta kraju przez jego małżonkę zamieszkał na Łotwie. 

## Odznaczenia
- Krzyż Komandorski Orderu Trzech Gwiazd (2007)[1]
- Order Krzyża Ziemi Maryjnej I klasy (Estonia, 2000)[1][2]
- Krzyż Wielki Orderu Zasługi (Norwegia, 2000)[1]
- Krzyż Komandorski Orderu Feniksa (Grecja, 2000)[1]
- Wielki Krzyż Orderu Wielkiego Księcia Giedymina (Litwa, 2001)[1]
- Krzyż Wielki Orderu Białej Róży Finlandii (Finlandia, 2001)[1]
- Komandor Legii Honorowej (Francja, 2001)[1]
- Krzyż Oficerski Orderu Zasługi Republiki Węgierskiej (Węgry, 2001)[1]
- Krzyż Wielki Orderu Zasługi Republiki Federalnej Niemiec (Niemcy, 2003)[1]
- Krzyż Wielki Orderu Infanta Henryka (Portugalia, 2003)[1][3]
- Order Stara Płanina I klasy (Bułgaria, 2003)[1]
- Order Xirka Ġieħ ir-Repubblika (Malta, 2004)[1]
- Krzyż Wielki Orderu Zasługi Republiki Włoskiej (Włochy, 2004)[1]
- Krzyż WIelki Order Izabeli Katolickiej (Hiszpania, 2004)[1]
- Krzyż Komandorski I Klasy Orderu Gwiazdy Polarnej (Szwecja, 2005)[1]
- Krzyż Komandorski z Gwiazdą Orderu Zasługi Rzeczypospolitej Polskiej (Polska, 2005)[1][4]
- Order Gwiazdy Białej I klasy (Estonia, 2005)[1][5]
- Krzyż Wielki Orderu Oranje-Nassau (Holandia, 2006)[1]
- Honorowy Towarzysz z Gwiazdą Narodowego Orderu Zasługi (Malta, 2006)[1]
- Krzyż Wielki Orderu Zasługi Wielkiego Księstwa Luksemburga (Luksemburg, 2006)[1]
- Krzyż Wielki Orderu Korony (Belgia, 2007)[1]
- Krzyż Wielki Orderu Makariosa III (Cypr, 2007)[1]